# Lepanthes stellaris
Lepanthes stellaris är en orkidéart som beskrevs av Carlyle August Luer och Alexander Charles Hirtz. Lepanthes stellaris ingår i släktet Lepanthes och familjen orkidéer. Inga underarter finns listade i Catalogue of Life.